# Ratolí marsupial de Woolley
El ratolí marsupial de Woolley (Pseudantechinus woolleyae) és una espècie de petit marsupial carnívor que pertany a la família dels dasiúrids. Viu a Austràlia Occidental, especialment a les regions de Pilbara, Ashburton i Murchison.